# Piotr Gąsiorowski

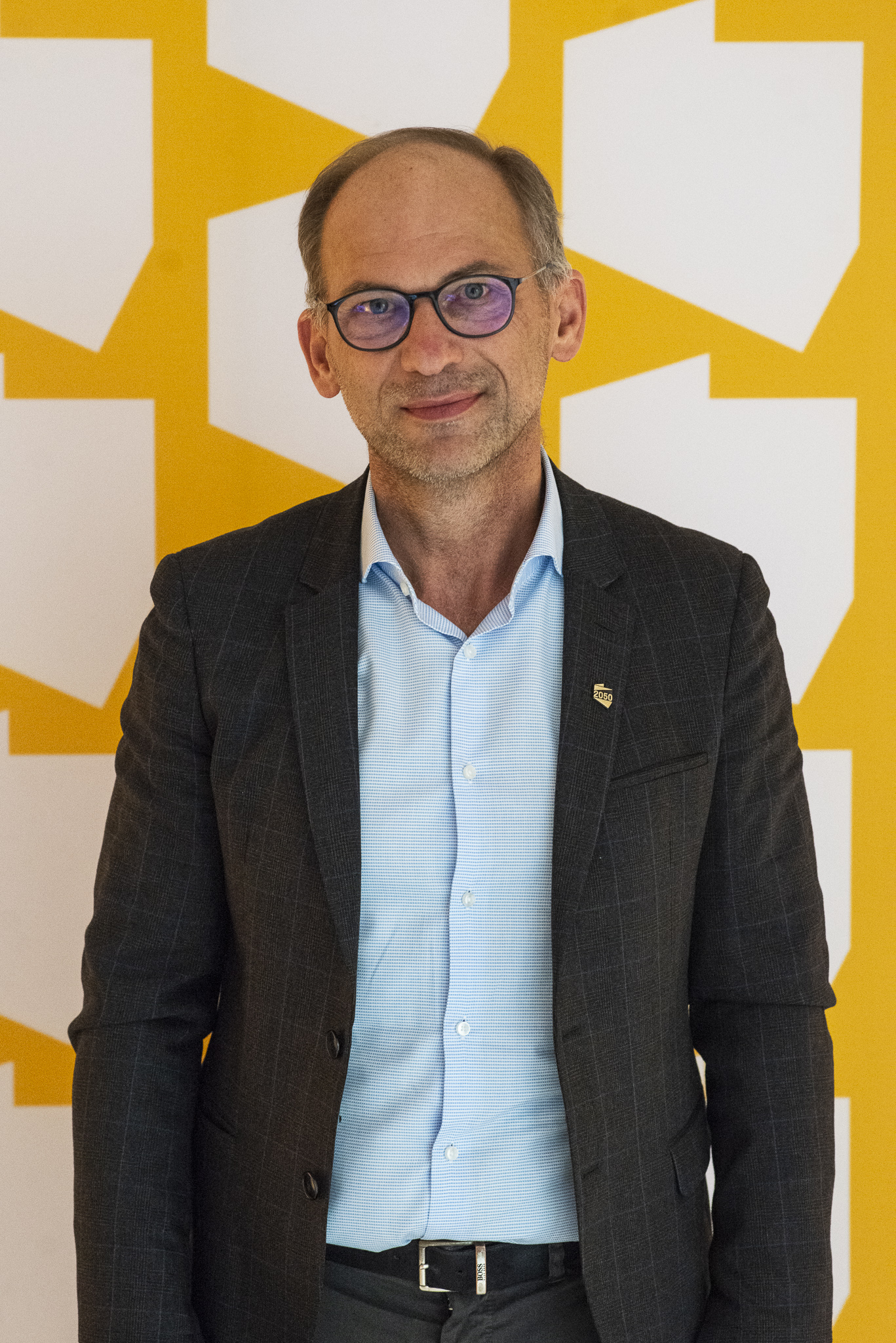
Piotr Gąsiorowski, 2021

Piotr Gąsiorowski (ur. 1965) – doktor teologii systematycznej oraz absolwent MBA Harvard University, przez wiele lat pastor Ewangelicznego Kościoła Metodystycznego w Rzeczypospolitej Polskiej.

## Życiorys
Jest założycielem, wykładowcą i przewodniczącym Zarządu Instytutu Przywództwa oraz przewodniczącym zarządu Stowarzyszenia Global Leadership Summit. W latach 2008–2020 był superintendentem krajowym Ewangelicznego Kościoła Metodystycznego w Rzeczypospolitej Polskiej, który reprezentował w International Board of the Wesleyan Church. Jest autorem książki Wybaczyć Bogu (Wydawnictwo Esprit, Kraków, 2014, ISBN 978-83-64647-36-9) przetłumaczonej także na języki angielski i duński oraz Pan Bóg Pyta?! opublikowanej przez Wydawnictwo Poznańskie, Poznań 2020, ISBN 978-83-66736-53-5. Publikował również w prasie chrześcijańskiej i naukowej, w tym między innymi na łamach czasopisma naukowego Theologica Wratislaviensia wydawanego przez Ewangelikalną Wyższą Szkołę Teologiczną we Wrocławiu.
W listopadzie 2021 zasiadł w zarządzie stowarzyszenia Polska 2050.